# Miss World 1963
| Data:                | 7 listopada 1963                    |
| Kraj:                | Wielka Brytania                     |
| Miasto:              | Londyn                              |
| Gala finałowa:       | Lyceum Theatre                      |
| Liczba uczestniczek: | 40                                  |
| Zwyciężczyni:        | Carole Joan Crawford, Jamajka       |
| Poprzedniczka:       | Catharina Johanna Lodders, Holandia |
| Następczyni:         | Ann Sidney, Wielka Brytania         |
| -------------------- | ----------------------------------- |

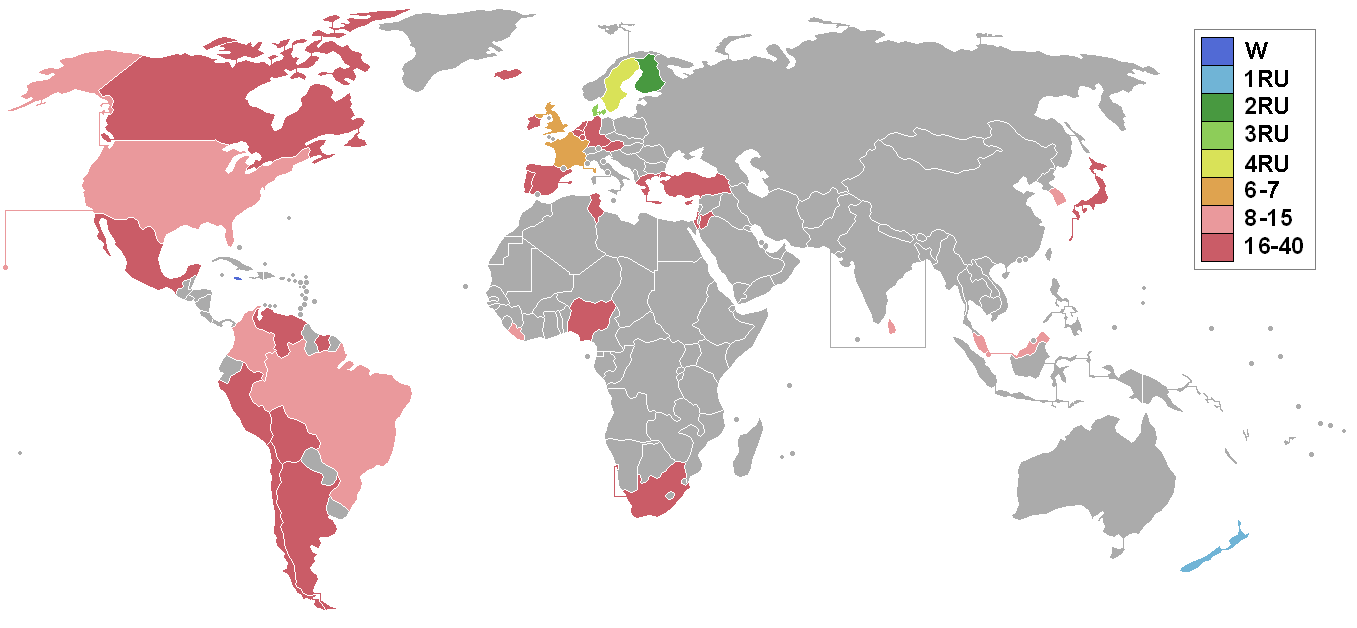
Kraje i terytoria, które wysłały delegacje oraz zajęte miejsce

Miss World 1963 – 13. edycja konkursu Miss World, odbyła się ona 7 listopada 1963 r. w Lyceum Theatre w Londynie. Tytuł najpiękniejszej zdobyła Carole Joan Crawford z Jamajki. Pierwszą wicemiss została Elaine Miscall z Nowej Zelandii, zaś drugą Marja-Liisa Ståhlberg reprezentująca Finlandię.

## Wyniki
| Wyniki finału   | Uczestniczka/Uczestniczki |
| --------------- | --- |
| Miss World 1963 | - Jamajka – Carole Joan Crawford |
| 1. wicemiss     | - Nowa Zelandia – Elaine Miscall |
| 2. wicemiss     | - Finlandia – Marja-Liisa Ståhlberg |
| 3. wicemiss     | - Dania – Aino Korwa |
| 4. wicemiss     | - Szwecja – Grete Qviberg |
| Finalistki      | - Wielka Brytania – Diana Westbury - Francja – Muguette Fabris |
| Półfinalistki   | - Brazylia – Vera Lúcia Ferreira Maia - Cejlon – Jennifer Anne Fonseka - Kolumbia – Maria Eugenia Cucalón Venegas - Korea Południowa – Choi Keum-shil - Liberia – Ethel Zoe Norman - Malezja – Catherine Loh - Stany Zjednoczone – Michelle Bettina Metrinko |

## Uczestniczki
- Argentyna – Diana Sarti
- Austria – Sonja Russ
- Belgia – Irène Godin
- Boliwia – Rosario Lopera
- Brazylia – Vera Lúcia Ferreira Maia
- Cejlon – Jennifer Ann Fonseka
- Chile – Maria del Pilar Aguirre
- Cypr – Maro Zorna
- Dania – Aino Korwa
- Finlandia – Marja-Liisa Ståhlberg
- Francja – Muguette Fabris
- Grecja – Athanasia (Soula) Idromenou
- Gujana Holenderska – Virginia Blanche Hardjo
- Hiszpania – Encarnación Zalabardo
- Holandia – Hanny Ijsbrandts
- Irlandia – Joan Power
- Islandia – Maria Ragnarsdóttir
- Izrael – Sara Talmi
- Jamajka – Carole Joan Crawford
- Japonia – Miyako Harada
- Jordania – Despo Drakolakis
- Kanada – Jane Kmita
- Kolumbia – Maria Eugenia Cucalón Venegas
- Korea Południowa – Choi Keum-shil
- Liberia – Ethel Zoe Norman
- Luksemburg – Catherine Paulus
- Malezja – Catherine Loh
- Meksyk – Beatriz Martínez Solórzano
- RFN – Susie Gruner
- Nigeria – Gina Onyejiaka
- Nowa Zelandia – Elaine Miscall
- Peru – Lucia Buonnani
- Portugalia – Maria Penedo
- Południowa Afryka – Louise Crous
- Stany Zjednoczone – Michelle Bettina Metrinko
- Szwecja – Grete Qviberg
- Tunezja – Claudine Younes
- Turcja – Gulseren Kocaman
- Wenezuela – Milagros Galindez
- Wielka Brytania – Diana Westbury

## Notatki dot. państw uczestniczących

### Debiuty
- Chile
- Kolumbia
- Liberia
- Malezja
- Meksyk
- Nigeria

### Powracające państwa i terytoria
Ostatnio uczestniczące w 1958:
- Tunezja

Ostatnio uczestniczące w 1959:
- Peru

Ostatnio uczestniczące w 1961: 
- Boliwia
- Cejlon
- Gujana Holenderska
- Turcja

### Państwa i terytoria rezygnujące
- Indie
- Urugwaj
- Włochy